# Desertana roblesana
Desertana roblesana är en insektsart som beskrevs av Rauno E. Linnavuori och Delong 1977. Desertana roblesana ingår i släktet Desertana och familjen dvärgstritar. Inga underarter finns listade i Catalogue of Life.